# Lepisorus kawakamii
Lepisorus kawakamii är en stensöteväxtart som först beskrevs av Bunzo Hayata, och fick sitt nu gällande namn av Tag. Lepisorus kawakamii ingår i släktet Lepisorus och familjen Polypodiaceae. Inga underarter finns listade.